# Gherardo Colombo
Pour les articles homonymes, voir Colombo (homonymie).
Gherardo Colombo (né le 23 juin 1946) est un ancien magistrat et juge italien spécialisé dans les affaires de corruption politique. Il a été membre de la Cour de cassation entre 2005 et 2007.

## Biographie
Colombo est né le 23 juin 1946 à Briosco. Il a obtenu un diplôme en jurisprudence de l'Université catholique du Sacré-Coeur de Milan en 1971.
Colombo a eu une longue carrière de 33 ans en tant que magistrat à Milan. Il a travaillé entre autres sur les affaires du meurtre de 1979 de l'avocat Giorgio Ambrosoli, de la loge Propaganda Due (ou loge P2), et de l'Institut de reconstruction industrielle. Avec Giuliano Turone, il a enquêté sur les finances de Michele Sindona. Dans les années 1990, Colombo était l'un des juges de l'enquête sur la corruption politique de l'Opération Mains propres en Italie.
Il a démissionné de la magistrature en 2007 même s'il aurait pu continuer à siéger en tant que juge pendant encore quatorze ans. Pour justifier sa démission, il a expliqué qu'il estimait que la lutte contre la corruption ne devrait pas se dérouler uniquement dans l'arène juridique.